# 德川綱條
德川綱條（日语：〔〕／ Tokugawa Tsunaeda，1656年10月13日—1718年10月4日），江戶時代中期的大名，常陸國水戶藩的第三代藩主，水戶德川家第三代。父親是讚岐國高松藩藩主松平賴重（德川賴房長子），母親是賴重的正室土井利勝女，綱條是次子。號鳳山。

## 生涯

### 藩主初期
寬文11年（1671年）6月，綱條的叔父德川光圀立綱條為養嗣子。綱條的父親是光國的親兄長松平賴重，綱條是光國的侄兒。有人認為光國是因為沒有孩子才先迎接養嗣子，不過，其實光國與側室玉井德之助的女兒之間生有鶴丸這個孩子。儘管如此，光國還是從分家找養嗣子繼承藩主之位。
主要的原因是因為，光國幼年時期是水戶藩藩士三木之次所撫養。到了六歲時才回到水戶城與父親德川賴房相見。其實光國被帶回城裡是賴房想讓他繼任藩主，但光國本身對當藩主並沒有多大的興趣，且他認為自己搶了兄長的位子，一直很愧疚。據說光國在閱讀史記中的「伯夷傳」後深受影響，因此才迎接綱條做養嗣子。光國的親兒子鶴丸則成了作為賴重的養嗣子，即是以後的高松藩第二代藩主松平賴常。可以說這是兄弟之間的孩子交易。
元祿3年（1690年），光國隱退後隱居於常陸國西山，綱條因此繼任為藩主。當時，水戶藩因為欠債，財政陷入危機。在水戶藩藩祖賴房時期俸祿為二十五萬石，光國時期增加為二十八萬石，到了綱條時期大幅提高為三十五萬石。但財政並不是靠俸祿才轉好的，財政是貧窮的藩士有上繳金才勉勉強強地維持住的。綱條因此託付松波勘十郎進行改革。

### 勘十郎改革
這個松波勘十郎，是美濃國出身的浪人，不過因為堪十郎擁有出色的經濟才能，曾被大和國郡山藩和備後國三次藩（廣島藩）聘請幫忙改革。綱條也是因此招待勘十郎，並讓他與家臣之長清水清信專心致力於藩政改革。
為了改革藩政，堪十郎等人進行節約令和經費節減、人員削減，不必要的組織改革或廢除等。而對於行為不正當的人進行懲罰，也獲得水戶領地的人民的支持。在商業中，堪十郎只准許水戶藩出生的商人在城下町進行事業，限制其他藩的商人。不過確實也使得商業更加繁榮。
勘十郎也進行著大運河工程，他希望由於由與江戶的交易讓財政轉好。因為這個工程開始築起紅葉運河，藩中的財政也轉好。然而，這個工程的人員太過專制，人民受到了折磨。同時，嚴厲的地租加征政策也同時進行。而這一連串的改革被稱作「寶永新法」。
然而，由於地租加征政策和運河建設的勞役，引起了人民的憤怒。最後人民們直接向綱條上述說，罷免清信和勘十郎，且完全廢除新法。綱條為了平息民怨，便免了勘十郎和清信的官。並且將人民特別指名道姓的勘十郎囚禁於獄中，正德元年（1711年）堪十郎死於獄中。據說當時綱條十分憐惜勘十郎的死。現在在茨城縣茨城町鉾田市，從前的紅葉運河一小段有「勘十郎堀」。

### 晚年
享保元年（1716年），德川幕府第七代將軍德川家繼去世，享年僅七歲。由於後繼無人，綱條成為將軍候選人之一。不過，由於幕府初代將軍德川家康的遺命，水戶藩的藩主只是「天下副將軍」，因此第八代將軍由紀伊藩藩主德川吉宗繼任。綱條晚年向朝廷奉獻了『禮儀類典』，並留下『鳳山文稿』、『鳳山詠草』等的大量著作地。而光國所編寫的歷史書『大日本史』，命名的人也是綱條。
享保3年（1718年），綱條以六十三歲的年齡逝世。由於他的嫡子德川吉孚早逝，藩主由養嗣子德川宗堯（贊岐藩主松平賴豐的長子）繼承。
勘十郎進行的新法改革，對人民來說十分苛刻。不過，財政再建卻十分的成功。同時，綱條是以文治世，且有特別的著作，獲得後人很高的評價。

## 官職位階履歷
※日期＝舊曆
- 寬文10年（1670年），成為藩主繼任者。任從五位上采女人正。12月25日，元服，德川綱吉賜「綱」一字，改名為綱條。任正四位下左近衛權少將。
- 元祿3年（1690年）））10月14日，繼任常陸國水戶藩28萬石藩主。12月25日，任右近衛權中將。
- 元祿6年（1693年）12月1日，任從三位參議。
- 元祿14年（1701年）5月15日，增加7萬石。
- 寶永2年（1705年）12月2日，任正三位權中納言。
- 諡號：源庸公
- 法名：長享院殿天譽堪然白性大居士·慈廣院殿正慧日勇大居士
- 墓地：常陸太田市瑞龍町瑞龍山

## 家系
- 父親：松平賴常
- 母親：土井利勝女

### 兄弟姊妹
- 兄：德川綱方
- 弟：松平賴綱
- 弟：松平賴侯
- 弟：松平賴芳
- 松平系
- 松平長
- 松平萬

### 妻妾
- 正室：今出川季子（季君，莊惠夫人）
- 側室：井出氏（德川吉孚母）
- 側室：山崎氏
- 側室：岡崎氏

### 子女
- 長子：鍋千代
- 二子：嚴麻呂
- 三子：吉孚
  - 長女：美代姬（四代藩主德川宗堯室）
- 長女：清姬
- 四子：豐麻呂
- 二女：原姬
- 三女：幸姬
- 五子：金松
- 六子：直松
- 七子：友千代

### 養子女
- 養子：德川宗堯
- 養女：八十姬，松平賴道女
- 養女：益姬，今出川公規女，府中藩藩主松平賴明室